# Dusona cressonii
Dusona cressonii är en stekelart som först beskrevs av Dalla Torre 1901.  Dusona cressonii ingår i släktet Dusona och familjen brokparasitsteklar. Inga underarter finns listade i Catalogue of Life.